# Mauries
Mauries är en kommun i departementet Landes i regionen Nouvelle-Aquitaine i sydvästra Frankrike. Kommunen ligger i kantonen Geaune som tillhör arrondissementet Mont-de-Marsan. År 2022 hade Mauries 85 invånare.

## Befolkningsutveckling
Antalet invånare i kommunen Mauries
Referens:INSEE